# ダウンズ男爵
キングス・カウンティにおけるアガンヴィルのダウンズ男爵（ダウンズだんしゃく、英: Baron Downes, of Aghanville in the King's County）は、アイルランド貴族の爵位。

## 歴史
1822年12月10日、アイルランド首席裁判官ウィリアム・ダウンズ(1751–1826)が叙された。ダウンズは生涯未婚であり、爵位には特別残余権（special remainder）が規定されていた。すなわち、初代男爵の男系男子が断絶した場合、初代男爵のおばの孫にあたるサー・ユリシーズ・ド・バーグ(1788–1863)およびその男系男子が継承できる。
1826年に初代男爵が死去すると、特別残余権に基づきド・バーグが2代男爵となった。ド・バーグはイギリス陸軍の軍人であり、1854年に陸軍大将となった。庶民院議員とアイルランド貴族代表議員を務めた政治家でもあった。彼は2度結婚したが、男子をもうけず、1863年に死去すると爵位は廃絶した。

## ダウンズ男爵（1822年）
- 初代ダウンズ男爵ウィリアム・ダウンズ（1751年 – 1826年）
- 第2代ダウンズ男爵ユリシーズ・ド・バーグ（英語版）（1788年 – 1863年）